# 广成街 (北京)
广成街，是位于北京市西城区中部的一条道路。

## 简介
广成街为南北走向，北到广宁伯街，与金城坊南街连接，南到兴盛街。因为规划为北到广宁伯街、南到成方街而得名。在北京金融街的建设过程中，新建了多条交通干道。广成街为其中之一，2000年代建成。2007年4月的植树期，西城区曾在德胜公园、广成街、东坝苗圃设置植树点，接待社会单位和市民个人植树。